# Revolução das Tulipas

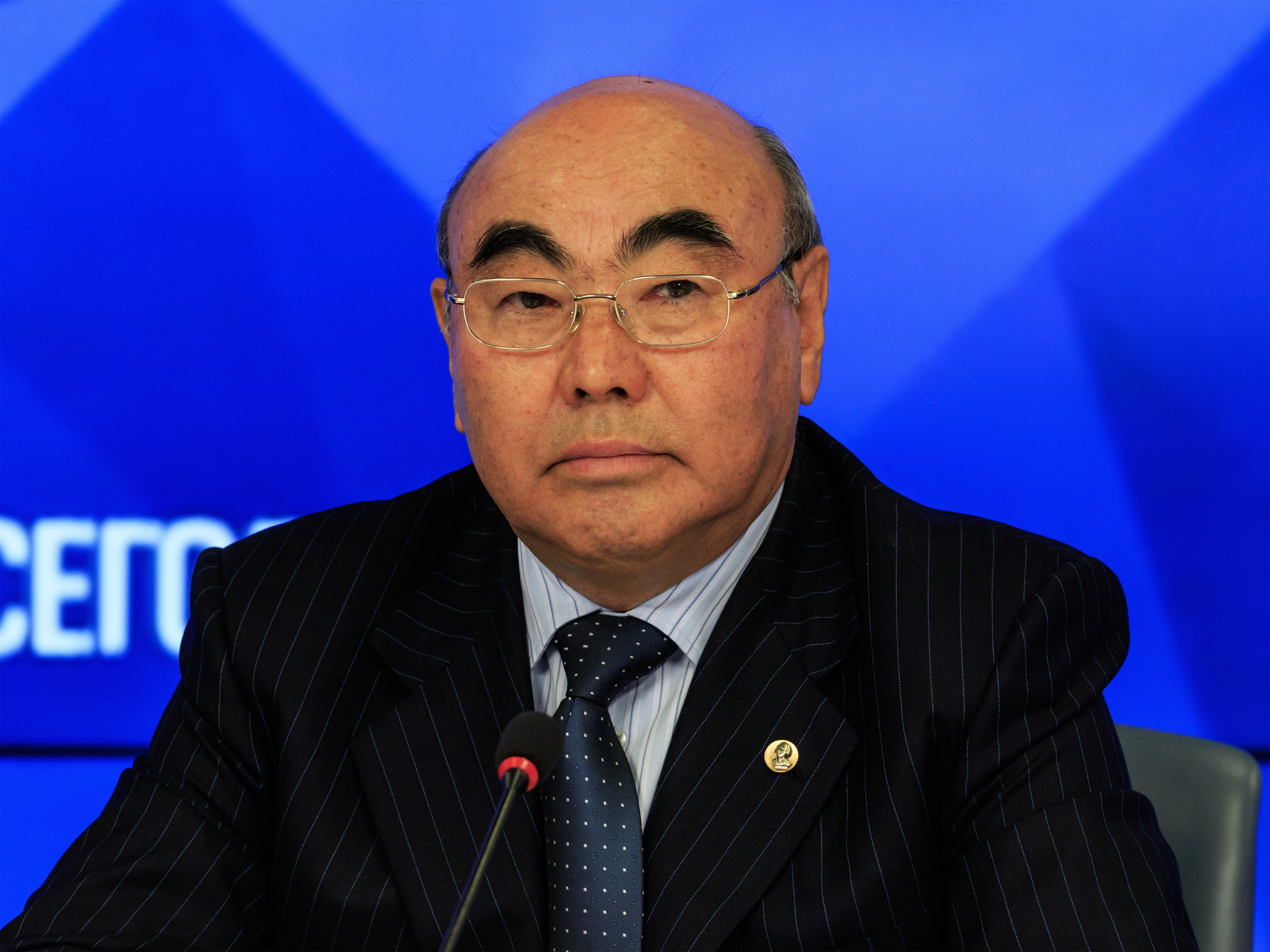
Askar Akayev foi o presidente quirguiz derrubado pela Revolução das Tulipas.

Revolução das Tulipas (ou da Tulipa) foi um movimento democrático no Quirguistão, apoiado pelos Estados Unidos, e que derrubou, em 24 de março de 2005,  o presidente  Askar Akayev, que estava no poder desde 1990. Com a revolução, assumiu o poder o político de oposição Kurmanbek Bakiyev, com o apoio de Roza Otunbayeva.
A Revolução das Tulipas fez parte das chamadas revoluções de cores, que depuseram governantes em repúblicas da Europa Oriental e Ásia Central. O nome do movimento quirguiz deveu-se à afirmação do presidente Akayev, de o Ocidente estaria orquestrando uma "Revolução das Tulipas" no país, em analogia às outras revoluções na região.
Em 7 de abril de 2010, Bakiyev foi deposto por líderes oposicionistas pelos mesmos motivos que pautaram a queda do seu antecessor, quais sejam, nepotismo, corrupção, pouca habilidade para enfrentar uma inflação galopante e a repressão aos movimentos oposicionistas do país. A histórica influência russa na região, especialmente pela oferta de energia do país, ficou mais explícita neste episódio, já que os russos foram os primeiros a reconhecer a mudança em Bisqueque e os líderes oposicionistas planejam a retirada da base militar dos Estados Unidos que está instalada no país perto da base militar russa.